# 大安森林公園駅
大安森林公園駅（だいあんしんりんこうえんえき）は中華民国（台湾）台北市大安区にある台北捷運淡水信義線の駅。駅番号はR06。

## 歴史
- 2013年11月24日 - 信義線中正紀念堂～象山間開業[2]。

## 駅構造
地下2階構造の地下駅。地下2階に島式ホーム1面2線を有する。開業時からフルスクリーンタイプのホームドアが設置されている。出口は6つある。

### 駅階層
| 地面      | 出入口                                 | 出入口                                               |
| 地下 一階 | 改札階                                 | コンコース、インフォメーション、自動券売機、自動改札 |
| 地下 二階 | 1番線                                  | ← 淡水信義線 北投・淡水方面（東門駅）                |
| 地下 二階 | 島式ホーム、車両左側のドアが開閉する。 |                                                      |
| 地下 二階 | 2番線                                  | →淡水信義線 大安・象山方面（大安駅）→                |

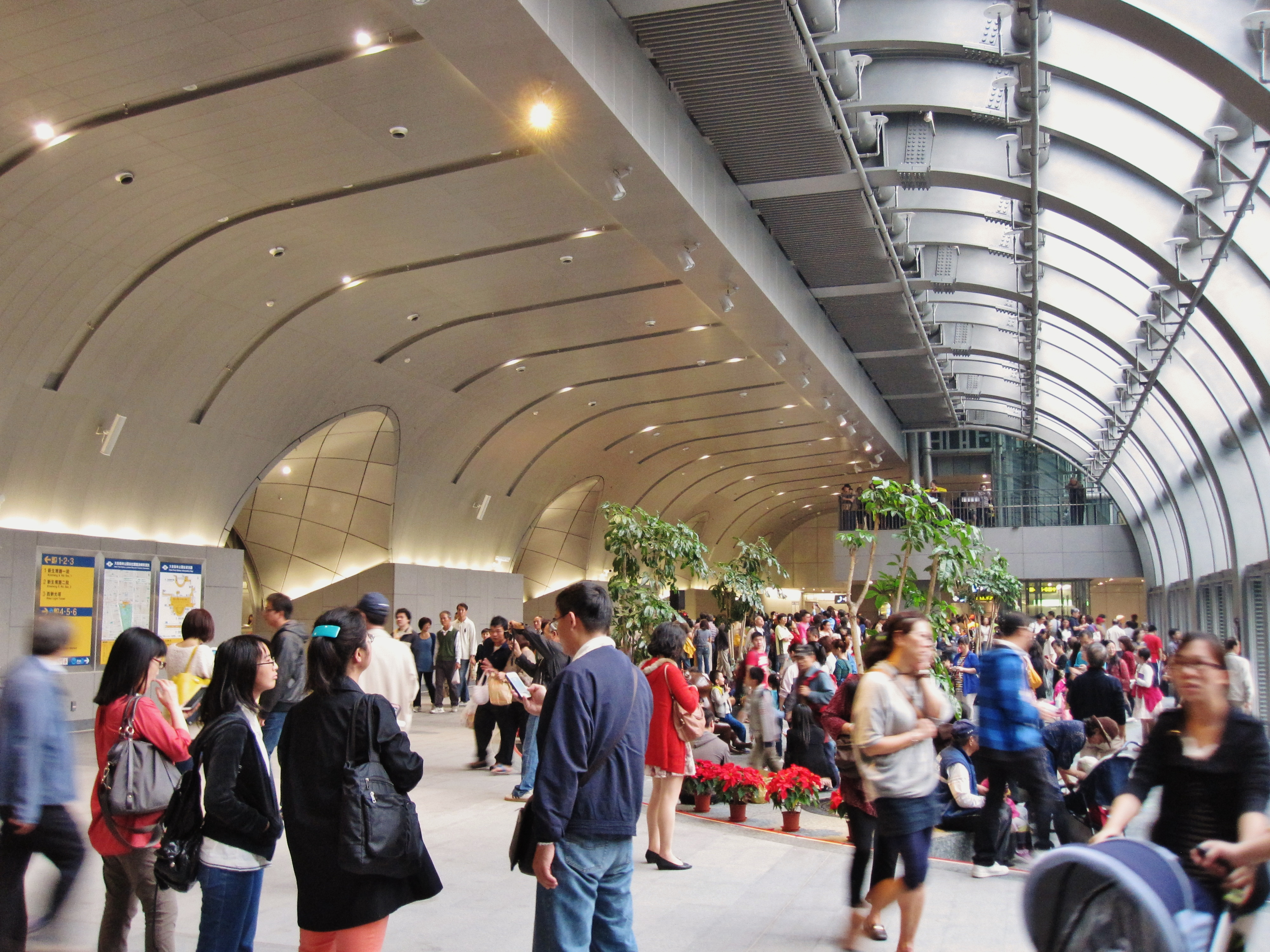
地下1階コンコース
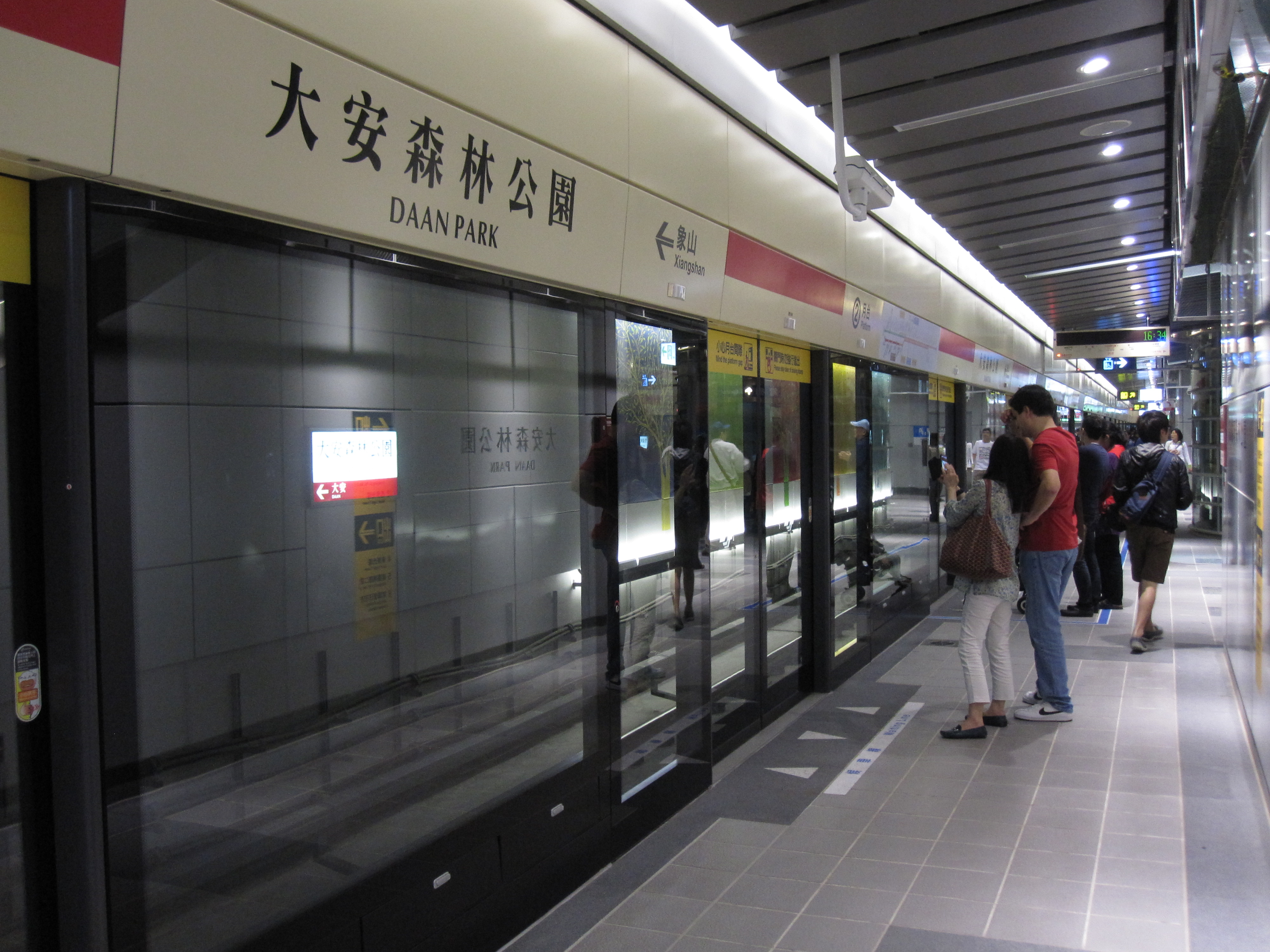
プラットホーム

### 駅出口
出口1と6は駅の北側に、出口2～5は駅の南側にある。エレベーターは出口4・5・6に設置されている。
- 出口1：新生南路（中国語版）一段（信義路（中国語版）三段31巷口、階段）
- 出口2：新生南路二段（階段・エスカレータ）
- 出口3：西側光塔（階段）
- 出口4：東側光塔（エレベーター）
- 出口5：建国南路（中国語版）二段（階段・エスカレータ・エレベーター）
- 出口6：建国假日花市（中国語版）（仁愛路三段24巷口、階段・エスカレータ・エレベーター）

## 利用状況
| 年   | 年間      | 年間      | 年間      | 年間  | 日平均 | 日平均 |
| 年   | 乗車      | 下車      | 乗下車計  | 出典  | 乗車   | 乗下車 |
| ---- | --------- | --------- | --------- | ----- | ------ | ------ |
| 2013 | 532,537   | 543,316   | 1,075,853 | [ 6 ] | 14,014 | 28,312 |
| 2014 | 2,336,030 | 2,318,327 | 4,654,357 | [ 6 ] | 6,400  | 12,752 |
| 2015 | 2,736,756 | 2,688,813 | 5,425,569 | [ 6 ] | 7,498  | 14,865 |
| 2016 | 2,965,609 | 2,882,999 | 5,848,608 | [ 6 ] | 8,103  | 15,980 |
| 2017 | 3,167,044 | 3,091,978 | 6,259,022 | [ 6 ] | 8,677  | 17,148 |
| 2018 | 3,269,250 | 3,185,325 | 6,454,575 | [ 6 ] | 8,957  | 17,684 |
| 2019 | 3,335,696 | 3,235,227 | 6,570,923 | [ 6 ] | 9,139  | 18,003 |
| 2020 | 2,960,877 | 2,811,943 | 5,772,820 | [ 6 ] | 8,090  | 15,773 |
| 2021 | 2,382,329 | 2,276,134 | 4,658,463 | [ 6 ] | 6,527  | 12,763 |

## 駅周辺
- 大安森林公園 - 駅名の由来。
- 台北市立図書館（中国語版）（本館）
- 建国假日花市（中国語版）
- 経済部水利署（中国語版）台北オフィス
- 経済部工業局（中国語版）
- 大安国宅
- 国立台湾師範大学附属高級中学
- 延平高級中学
- 台北市立金華国民中学（中国語版）
- 台北市大安区新生国民小学（中国語版）
- 麗宝福容ホテル（中国語版）
- 福容大飯店（中国語版） 台北一館
- YouBike（台北市公共自転車（中国語版））捷運大安森林公園駅

## 隣の駅
台北捷運
 淡水信義線
東門駅 R07 - 大安森林公園駅 R06 - 大安駅 R05